# 文德兰

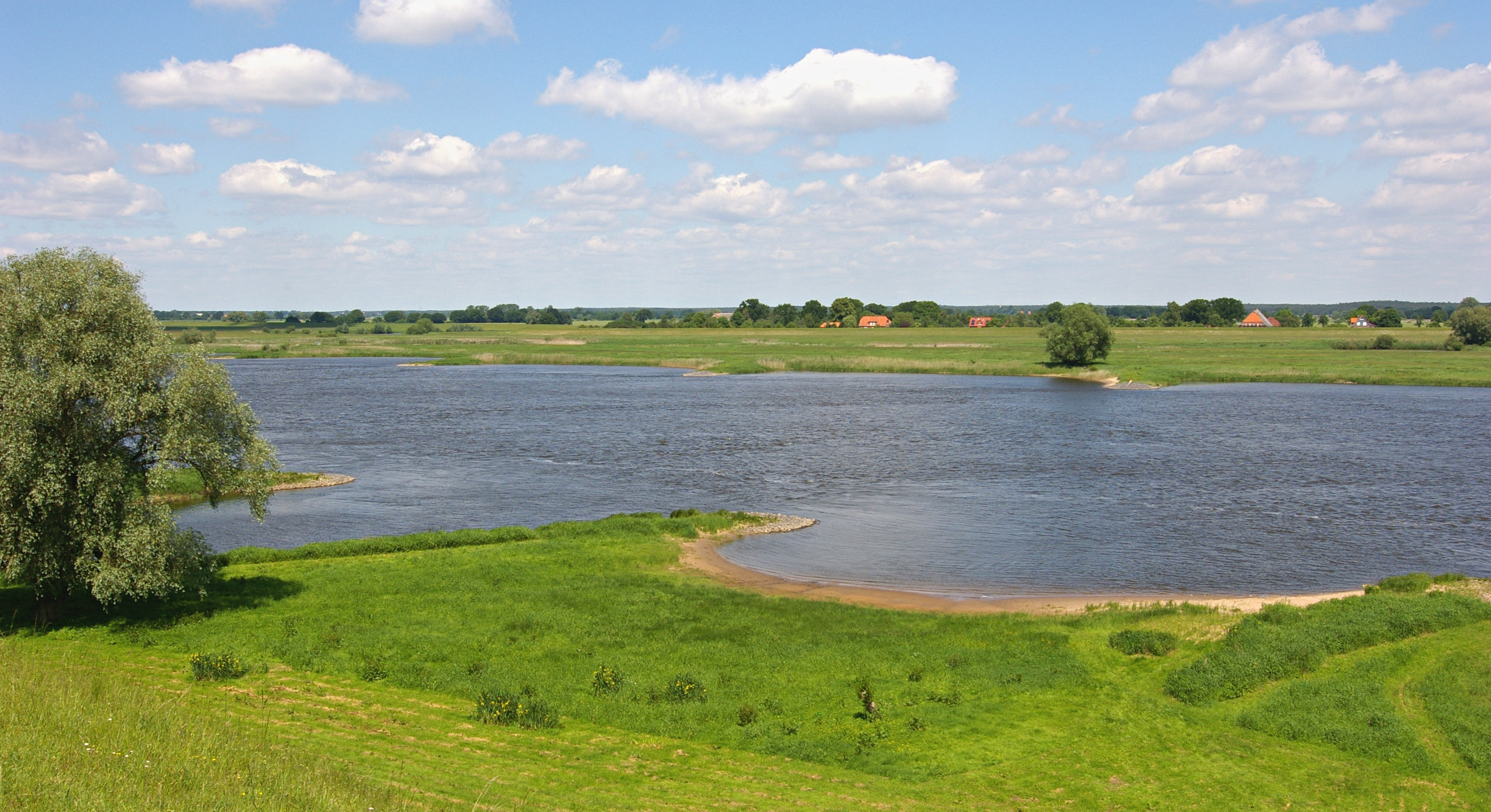
文德兰北部被易北河的河漫滩所包围

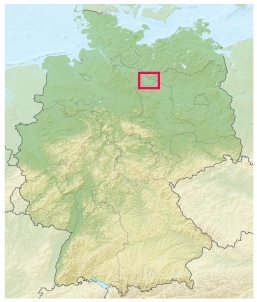
文德兰在德国的位置

文德兰（德語：Wendland，發音：[ˈvɛntlant]）是德国的一个地区，位于今德国勃兰登堡州、梅克伦堡-前波美拉尼亚州、下萨克森州和萨克森-安哈尔特州，其中心是位于下萨克森州吕肖-丹嫩贝格县。
文德兰一名得名自古代在这一带活动的文德人，即“文德人的土地”，但“文德兰”用于称呼该地区的历史并不太长，最早出现是在1700年左右，一名来自武斯特罗的牧师用“文德人”来称呼丹嫩贝格一带居住的波拉布人。但古代文德人的分布范围要比现在所称的文德兰要广阔得多，为表示这种区分，现在所指的文德兰也称“吕讷堡文德兰”（Lüneburger Wendland）或“汉诺威文德兰”（Hannoversches Wendland）。
20世纪70年代开始，文德兰一词开始流行开来，主要是因为反核抗议活动以及与之相关的“文德兰自由共和国”成立的背景下。